# Heart and Soul: New Songs from Ally McBeal
Heart and Soul: New Songs from Ally McBeal è una colonna sonora della cantautrice statunitense Vonda Shepard, pubblicata il 9 novembre 1999 dalla Epic Records e 550 Music e contenente canzoni tratte dalla serie televisiva Ally McBeal.

## Tracce
1. Read Your Mind – 4:10 (Vonda Shepard)
2. 100 Tears Away – 4:07 (Vonda Shepard, Paul Gordon)
3. Someday We'll Be Together – 3:28 (Jackey Beavers, John Bristol, Harvey Fuqua)
4. To Sir, with Love (con Al Green) – 4:42 (Don Black)
5. Sweet Inspiration – 3:13 (Dan Penn, Spooner Oldham)
6. Crying – 3:31 (Roy Orbison, Joe Melson)
7. Vincent – 2:36 (Don McLean)
8. What Becomes of the Brokenhearted – 3:02 (James Dean, Paul Riser, William Weatherspoon)
9. A World Without Love – 2:55 (John Lennon, Paul McCartney)
10. Confetti – 3:52 (Vonda Shepard)
11. Baby, Don't You Break My Heart Slow (con Emily Saliers) – 4:41 (Vonda Shepard)
12. This Is Crazy Now – 3:35 (Vonda Shepard)
13. This Old Heart of Mine (Is Weak for You) – 2:46 (Sylvia Moy, Brian Holland, Edward Holland Jr., Lamont Dozier)
14. I Know Him by Heart – 3:18 (Paul Williams, Jon Vezner)

Traccia aggiunta nella versione australiana
1. Hidden Persuasion – 2:30 (Wainwright Churchill III)

## Classifiche

### Classifiche settimanali
| Classifica (1999-04) | Posizione massima |
| -------------------- | ----------------- |
| Australia            | 17                |
| Austria              | 18                |
| Belgio (Fiandre)     | 41                |
| Finlandia            | 19                |
| Francia              | 38                |
| Germania             | 19                |
| Italia               | 59                |
| Norvegia             | 14                |
| Nuova Zelanda        | 22                |
| Paesi Bassi          | 29                |
| Regno Unito          | 9                 |
| Spagna               | 16                |
| Stati Uniti          | 60                |
| Svezia               | 7                 |
| Svizzera             | 22                |

### Classifiche di fine anno
| Classifica (1999) | Posizione |
| ----------------- | --------- |
| Australia         | 88        |
| Regno Unito       | 58        |
| Classifica (2000) | Posizione |
| Australia         | 81        |
| Germania          | 91        |